# 铃木冠蛭蚓
铃木冠蛭蚓（学名：Stephanodrilus suzukii）为蛭蚓科冠蛭蚓属的动物。分布于韩国以及中国大陆的辽宁等地。该物种的模式产地在韩国庆尚北道。